# Aplonis brunneicapillus
El estornino ojiblanco (Aplonis brunneicapillus) es una especie de ave paseriforme de la familia Sturnidae endémica del archipiélago de las islas Salomón.

## Descripción
Su longitud total es de 32 cm, de los cuales 11 son de su larga cola. Su plumaje es en su totalidad negro con brillos verdes, que contrasta con el iris de su ojos blanco. Los adultos se caracterizan por las dos largas plumas centrales en su cola que sobresalen mucho respecto a las demás. Su pico y patas también son negros.

## Distribución
Se encuentra distribuido por varias las islas el archipiélago: Bougainville (Papúa Nueva Guinea), Choiseul, Rendova y Makira (islas Salomón). Su hábitat natural son los bosques de tierras bajas tropicales y los pantanos tropicales. Está amenazada por la pérdida de hábitat.